# 矮細頸金花蟲
矮細頸金花蟲（学名：Lema coomani）为金花蟲科細頸金花蟲屬下的一个种。